# ゴールデングローブ賞 映画部門 助演男優賞
ゴールデングローブ賞 映画部門 助演男優賞 (Golden Globe Award for Best Supporting Actor - Motion Picture) はゴールデングローブ賞の部門の一つ。

## 受賞者一覧

### 1940年代
- 1943年（第1回） - エイキム・タミロフ（誰が為に鐘は鳴る）
- 1944年（第2回） - バリー・フィッツジェラルド（我が道を往く）
- 1945年（第3回） - J・キャロル・ネイシュ（ベニイの勲章）
- 1946年（第4回） - クリフトン・ウェッブ（剃刀の刃）
- 1947年（第5回） - エドマンド・グウェン（三十四丁目の奇蹟）
- 1948年（第6回） - ウォルター・ヒューストン（黄金）
- 1949年（第7回） - ジェームズ・ホイットモア（戦場）

### 1950年代
- 1950年（第8回） - エドマンド・グウェン（Mister 880）
- 1951年（第9回） - ピーター・ユスティノフ（クォ・ヴァディス）
- 1952年（第10回） - ミラード・ミッチェル（白昼の脱獄）
- 1953年（第11回） - フランク・シナトラ（地上より永遠に）
- 1954年（第12回） - エドモンド・オブライエン（裸足の伯爵夫人）
- 1955年（第13回） - アーサー・ケネディ（アメリカの戦慄）
- 1956年（第14回） - アール・ホリマン（雨を降らす男）
- 1957年（第15回） - レッド・バトンズ（サヨナラ）
- 1958年（第16回） - バール・アイヴス（大いなる西部）
- 1959年（第17回） - スティーヴン・ボイド（ベン・ハー）

### 1960年代
- 1960年（第18回） - サル・ミネオ（栄光への脱出）
- 1961年（第19回） - ジョージ・チャキリス（ウエスト・サイド物語）
- 1962年（第20回） - オマル・シャリーフ（アラビアのロレンス）
- 1963年（第21回） - ジョン・ヒューストン（枢機卿）
- 1964年（第22回） - エドモンド・オブライエン（五月の七日間）
- 1965年（第23回） - オスカー・ウェルナー（寒い国から帰ったスパイ）
- 1966年（第24回） - リチャード・アッテンボロー（砲艦サンパブロ）
- 1967年（第25回） - リチャード・アッテンボロー（ドリトル先生不思議な旅）
- 1968年（第26回） - ダニエル・マッセイ（スター!）
- 1969年（第27回） - ギグ・ヤング（ひとりぼっちの青春）

### 1970年代
- 1970年（第28回） - ジョン・ミルズ（ライアンの娘）
- 1971年（第29回） - ベン・ジョンソン（ラスト・ショー）
- 1972年（第30回） - ジョエル・グレイ（キャバレー）
- 1973年（第31回） - ジョン・ハウスマン（ペーパーチェイス）
- 1974年（第32回） - フレッド・アステア（タワーリング・インフェルノ）
- 1975年（第33回） - リチャード・ベンジャミン（サンシャイン・ボーイズ）
- 1976年（第34回） - ローレンス・オリヴィエ（マラソンマン）
- 1977年（第35回） - ピーター・ファース（エクウス）
- 1978年（第36回） - ジョン・ハート（ミッドナイト・エクスプレス）
- 1979年（第37回） - メルヴィン・ダグラス（チャンス）、ロバート・デュヴァル（地獄の黙示録）

### 1980年代
- 1980年（第38回） - ティモシー・ハットン（普通の人々）
- 1981年（第39回） - ジョン・ギールグッド（ミスター・アーサー）
- 1982年（第40回） - ルイス・ゴセット・ジュニア（愛と青春の旅だち）
- 1983年（第41回） - ジャック・ニコルソン（愛と追憶の日々）
- 1984年（第42回） - ハイン・S・ニョール（キリング・フィールド）
- 1985年（第43回） - クラウス・マリア・ブランダウアー（愛と哀しみの果て）
- 1986年（第44回） - トム・ベレンジャー（プラトーン）
- 1987年（第45回） - ショーン・コネリー（アンタッチャブル）
- 1988年（第46回） - マーティン・ランドー（タッカー）
- 1989年（第47回） - デンゼル・ワシントン（グローリー）

### 1990年代
- 1990年（第48回） - ブルース・デイヴィソン（ロングタイム・コンパニオン）
- 1991年（第49回） - ジャック・パランス（シティ・スリッカーズ）
- 1992年（第50回） - ジーン・ハックマン（許されざる者）
- 1993年（第51回） - トミー・リー・ジョーンズ（逃亡者）
- 1994年（第52回） - マーティン・ランドー（エド・ウッド）
- 1995年（第53回） - ブラッド・ピット（12モンキーズ）
- 1996年（第54回） - エドワード・ノートン（真実の行方）
- 1997年（第55回） - バート・レイノルズ（ブギーナイツ）
- 1998年（第56回） - エド・ハリス（トゥルーマン・ショー）
- 1999年（第57回） - トム・クルーズ（マグノリア）

### 2000年代
- 2000年（第58回） - ベニチオ・デル・トロ（トラフィック）
- 2001年（第59回） - ジム・ブロードベント（アイリス）
- 2002年（第60回） - クリス・クーパー（アダプテーション）
- 2003年（第61回） - ティム・ロビンス（ミスティック・リバー）
- 2004年（第62回） - クライヴ・オーウェン（クローサー）
- 2005年（第63回） - ジョージ・クルーニー (シリアナ)
- 2006年（第64回） - エディ・マーフィ（ドリームガールズ）
- 2007年（第65回） - ハビエル・バルデム（ノーカントリー）
- 2008年（第66回） - ヒース・レジャー（ダークナイト）
- 2009年（第67回） - クリストフ・ヴァルツ（イングロリアス・バスターズ）

### 2010年代
- 2010年（第68回） - クリスチャン・ベール（ザ・ファイター）
- 2011年（第69回） - クリストファー・プラマー（人生はビギナーズ）
- 2012年（第70回） - クリストフ・ヴァルツ（ジャンゴ　繋がれざる者）
- 2013年（第71回） - ジャレッド・レト（ダラス・バイヤーズクラブ）
- 2014年（第72回） - J・K・シモンズ（セッション）
- 2015年（第73回） - シルヴェスター・スタローン（クリード チャンプを継ぐ男）
- 2016年（第74回） - アーロン・テイラー＝ジョンソン（ノクターナル・アニマルズ）
- 2017年（第75回） - サム・ロックウェル（スリー・ビルボード）
- 2018年（第76回） - マハーシャラ・アリ（グリーンブック）
- 2019年（第77回） - ブラッド・ピット（ワンス・アポン・ア・タイム・イン・ハリウッド）

### 2020年代
- 2020年（第78回） - ダニエル・カルーヤ（ユダ&ブラック・メシア 裏切りの代償）
- 2021年（第79回） - コディ・スミット＝マクフィー（パワー・オブ・ザ・ドッグ）
- 2022年（第80回） - キー・ホイ・クァン（エブリシング・エブリウェア・オール・アット・ワンス）[1]
- 2023年（第81回） - ロバート・ダウニー・ジュニア（オッペンハイマー）[2]
- 2024年（第82回） - キーラン・カルキン（リアル・ペイン〜心の旅〜）